# مارگارت مورس نایس
مارگارت مورس نایس (انگلیسی: Margaret Morse Nice؛ ۶ دسامبر ۱۸۸۳ – ۲۶ ژوئن ۱۹۷۴) یک دانشمند در زمینه پرنده‌شناسی اهل ایالات متحده آمریکا بود.